# Torrelara
Torrelara ist ein Ort und eine Gemeinde (municipio) mit 32 Einwohnern (Stand: 2024) im Zentrum der Provinz Burgos in der Autonomen Gemeinschaft Kastilien und León. Torrelara liegt in der Comarca Sierra de la Demanda. 

## Lage und Klima
Die Gemeinde Torrelara liegt etwa 28 Kilometer südsüdwestlich der Provinzhauptstadt Burgos in einer Höhe von ca. 1000 m. Der Río Lara fließt durch die Gemeinde. Das Klima ist gemäßigt bis warm; Regen (ca. 755 mm/Jahr) fällt übers Jahr verteilt.

## Bevölkerungsentwicklung
| Jahr      | 1970 | 1981 | 1991 | 2001 | 2011 | 2021 |
| Einwohner | 61   | 24   | 23   | 26   | 32   | 33   |

## Sehenswürdigkeiten

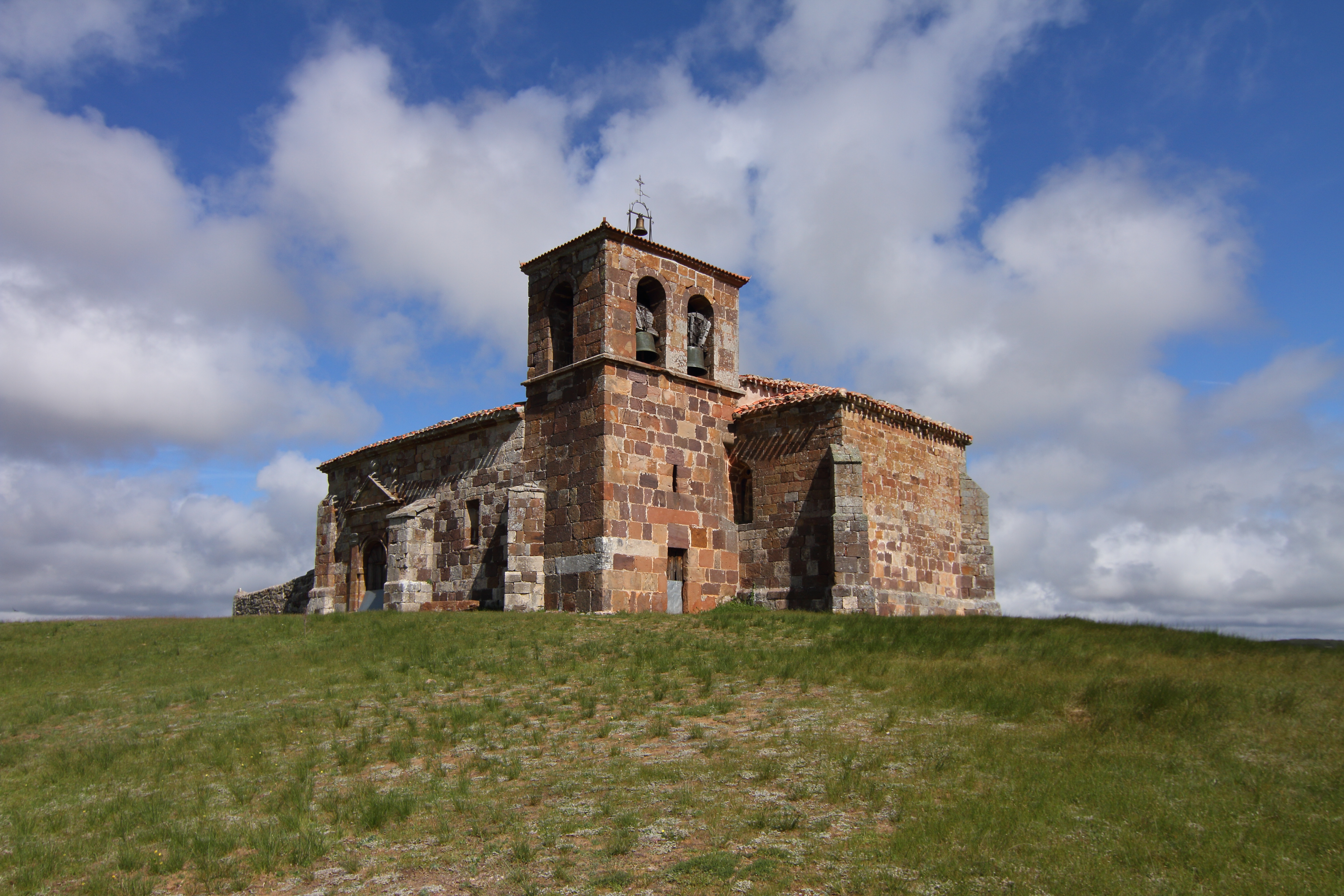
Kirche San Millán Abad

- Kirche San Millán Abad